# 年少
| ウィキペディアには「年少」という見出しの百科事典記事はありません（タイトルに「年少」を含むページの一覧/「年少」で始まるページの一覧）。 代わりにウィクショナリーのページ「年少」が役に立つかもしれません。 |